# 戴维·韦特曼
戴维·韦特曼（英語：David Weightman，1971年9月28日—），澳大利亚男子赛艇运动员。他曾代表澳大利亚参加1996年夏季奥林匹克运动会赛艇比赛，搭档罗布·斯科特获得男子双人单桨无舵手银牌。